# Élection présidentielle malawite de 2019
L'élection présidentielle malawite de 2019 se déroule le 21 mai 2019 en même temps que l'élection de son parlement. 
Le président sortant Peter Mutharika, du Parti démocrate-progressiste, est réélu avec un peu plus de 38 % des suffrages devant Lazarus Chakwera, du Parti du congrès du Malawi.
Le scrutin, vivement contesté par l'opposition, est cependant annulé début février 2020 par la Cour constitutionnelle qui le juge entaché de nombreux éléments de fraude électorale, qualifie les instances organisatrices d'incompétentes, et ordonne l'organisation d'un nouveau scrutin.

## Candidatures
Le président sortant Peter Mutharika est candidat à sa réélection. Son principal opposant, Saulos Chilima, était son vice-président jusqu'à son départ du Parti démocrate-progressiste en 2018,. L'issue du scrutin, particulièrement serrée, est jugée difficile à prévoir par les observateurs, notamment en raison de l'importance du vote rural et de la fragmentation des partis politiques dans le pays,.
Joyce Banda, présidente de la République entre 2012 et 2014 et présidente du Parti populaire, est dans un premier temps candidate, avant de se retirer en mars au profit de Lazarus Chakwera, candidat du parti unique au pouvoir de 1966 à 1993, à la suite d'une alliance conclue entre les deux formations. Banda était la seule femme candidate à la présidentielle cette année,.

## Mode de scrutin
Le président de la république du Malawi est élu au scrutin uninominal majoritaire à un tour pour un mandat de cinq ans.

## Résultats
| Candidats et colistiers  | Candidats et colistiers              | Partis                   | Voix      | %     |
| ------------------------ | ------------------------------------ | ------------------------ | --------- | ----- |
|                          | Peter Mutharika Everton Chimulirenji | DPP                      | 1 940 709 | 38,57 |
|                          | Lazarus Chakwera Sidik Mia           | MCP                      | 1 781 740 | 35,41 |
|                          | Saulos Chilima Michael Usi           | UTM                      | 1 018 369 | 20,24 |
|                          | Atupele Muluzi Frank Mwenifumbo      | UDF                      | 235 164   | 4,67  |
|                          | Peter Kuwani Archibald Kalawang'oma  | MMD                      | 20 369    | 0,40  |
|                          | John Eugenes Chisi Timothy Kamulete  | UP                       | 19 187    | 0,38  |
|                          | Hadwick Kaliya Mabvuto Alfred Ng'ona | Ind.                     | 15 726    | 0,31  |
|                          |                                      |                          |           |       |
| Votes valides            | Votes valides                        | Votes valides            | 5 031 264 | 98,54 |
| Votes blancs et nuls     | Votes blancs et nuls                 | Votes blancs et nuls     | 74 719    | 1,46  |
| Total                    | Total                                | Total                    | 5 105 983 | 100   |
| Abstention               | Abstention                           | Abstention               | 1 753 587 | 25,56 |
| Inscrits / participation | Inscrits / participation             | Inscrits / participation | 6 859 570 | 74,44 |

## Suites

### Contestations

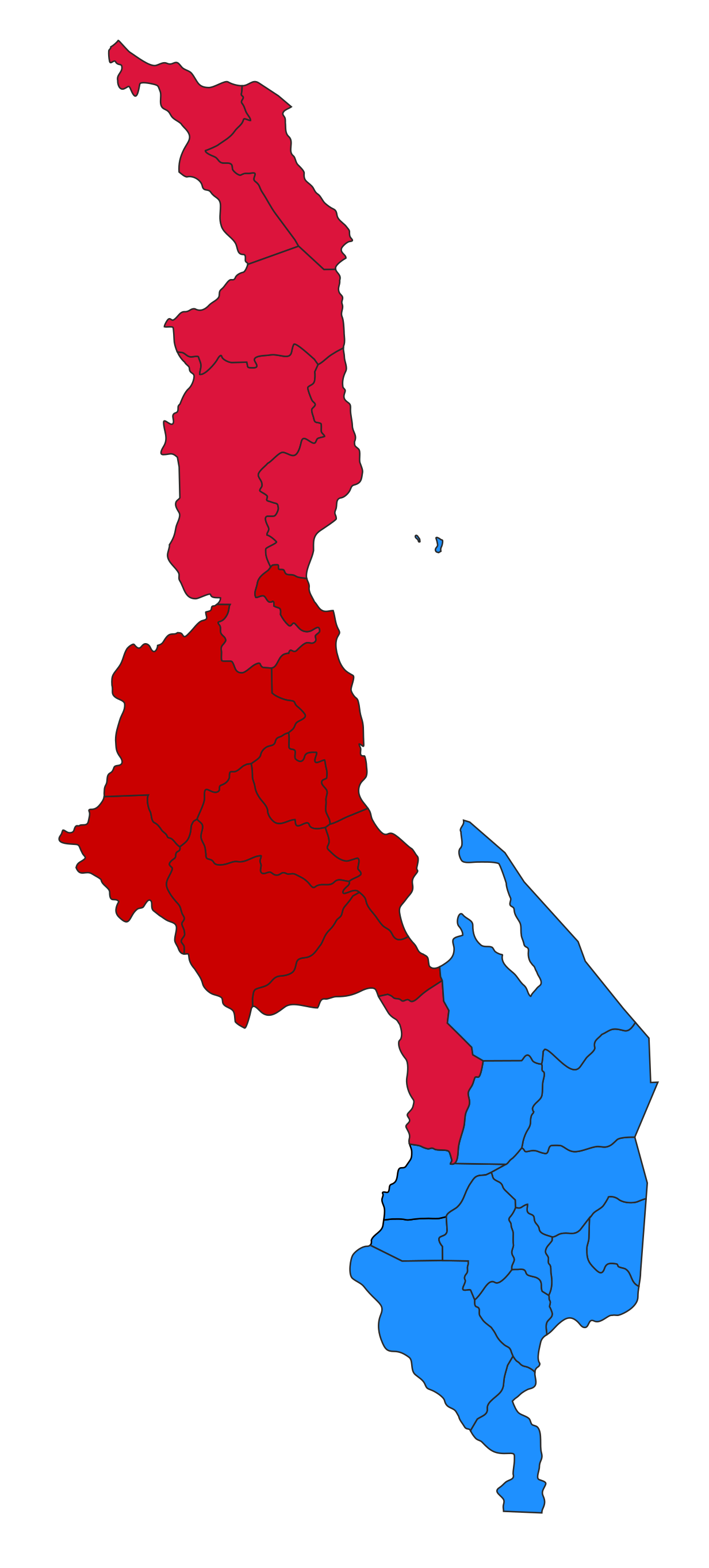
Candidat arrivé en tête par district.

L'opposition rejette la réélection de Peter Mutharika et dénonce des résultats frauduleux, les candidats Lazarus Chakwera et Saulos Chilima déposant en recours devant la Cour constitutionnelle. Ce rejet des résultats prend la forme d'un mouvement national de manifestations populaires qui culmine au cours des mois de mai à juillet 2019, les manifestants accusant le président Peter Mutharika d'avoir truqué les résultats avec la complicité opu le manque de contrôle sur les dépouillements de la présidente de la Commission Électorale malawite, Jane Ansah, dont ils exigent également la démission. Des manifestations sont organisées dans les principales villes du pays, entremêlées de manifestations de soutien de femmes jugeant Jane Ansah victime de sexisme.

### Annulation
Le jugement de la Cour constitutionnelle est alors attendu avec fébrilité. Le 3 février 2020, celle ci se réunit à Lilongwe sous la protection d'une importante escorte policière pour se prononcer sur les recours. Le jugement, qui s'étale sur plus de sept heures, voit les cinq juges de la Cour se relayer pour lire leur décision, mise par écrit sur un document de cinq cents pages. Ce dernier fait état d'une élection truquée n'ayant pas été organisée dans des conditions libres et régulières, mais au contraire marquée par des fraudes à répétition, des falsifications de documents et de nombreuses autres pratiques illégales. L'« utilisation généralisée de Tipp-Ex » pour modifier les procès-verbaux est notamment citée comme ayant « gravement sapé l'intégrité des élections », de même que la présence répétée de doublons et l'absence de signatures sur la plupart des documents, réduisant les procès-verbaux vérifiés à un quart seulement du total. Ces éléments conduisent la Cour à qualifier le scrutin du 21 mai de « démonstration d'incompétence » de la part d'une Commission Électorale ayant « failli à ses devoirs ».
En conséquence, la Cour déclare nulle et sans effet l'élection de Peter Mutharika, et ordonne qu'une nouvelle élection soit convoquée dans un délai de 150 jours, cette fois-ci par le biais du scrutin uninominal majoritaire à deux tours, tel que prévu avant la modification de la loi électorale par le parlement en 2018, sans avoir pu être appliqué,. La tenue de nouvelles élections législatives et municipales est un temps évoquée par plusieurs sources, sans fondement. L'opposition tente de faire valoir que les critiques de la Cour constitutionnelle à la commission électorale sont également valables pour ces scrutins mais, faute d'avoir déposé des recours similaires, ne parvient pas à les faire annuler. L'Assemblée nationale vote, quant à elle, la prorogation d'un an de son mandat et de celui des conseils municipaux afin de conserver une organisation simultanée entre ces différents scrutins et l'élection présidentielle de 2025, en accord avec la Constitution.  C'est la première fois qu'une élection présidentielle est annulée au Malawi, et la seconde seulement sur le continent africain après celle kenyane d'août 2017.